# Günter Herlt
Günter Herlt (* 18. Juni 1933 in Berlin; † 20. Dezember 2022 ebenda) war ein deutscher Autor und Kommentator des DDR-Fernsehens (DFF).

## Leben
Der Sohn eines Arbeiters absolvierte nach dem Besuch der Volksschule von 1947 bis 1950 eine Lehre als Maurer und Zimmermann. Anschließend studierte er an der Hochschule für Architektur in Weimar. Von 1954 bis 1957 war er Reporter und Redakteur im Rundfunkstudio Neubrandenburg. Während dieser Tätigkeit trat er 1955 in die SED ein. In der Zeit von 1957 bis 1961 war Herlt zunächst Reporter, dann Direktor des Senders Schwerin. Danach arbeitete er für zwei Jahre als Dozent am Institut für Nachwuchsentwicklung für Rundfunk und Fernsehen.
Günter Herlt war 1964/1965 persönlicher Referent von Albert Norden im ZK der SED. Ab 1966 bis zum Fall der Berliner Mauer war er fester Mitarbeiter des DDR-Fernsehens. 1968 wurde er Mitglied der Kommentatorengruppe, anschließend, 1971–1973, war er stellvertretender Chefredakteur der Aktuelle Kamera. Zwischen 1977 und 1979 arbeitete Herlt als Korrespondent des DDR-Fernsehens in der Bundesrepublik Deutschland. In den 1980er Jahren war er Leiter der Fernsehreihe Alltag im Westen und moderierte einige Ausgaben der Sendung Der schwarze Kanal. Von 1979 bis 1990 war Herlt Chefredakteur für Auslandsreportagen im Bereich Publizistik des DDR-Fernsehens.
1968 erhielt Herlt den Vaterländischen Verdienstorden in Silber.

## Veröffentlichungen
- Sendeschluß. Ein Insider des DDR-Fernsehens berichtet. Verlag edition ost 1995. ISBN 3-929161-39-7.
- Opa und das Callgirl. Verlag Das Neue Berlin 2000. ISBN 3-360-01015-9.
- Ratgeber: Wie wird man Wessi. Eulenspiegel-Verlag 2001. ISBN 3-359-01419-7.
- … so wunderschön wie heute. Eine satirische Wendechronik. Eulenspiegel-Verlag 2001. ISBN 3-359-01429-4.
- Aber Oma! Eulenspiegel-Verlag 2002. ISBN 3-359-01446-4.
- Unser Opa. Eulenspiegel-Verlag 2003. ISBN 3-359-01476-6.
- Lach dich gesund. Eulenspiegel-Verlag 2004. ISBN 3-359-01607-6.
- Wenn der Opa mit der Oma. Eulenspiegel-Verlag 2005. ISBN 3-359-01618-1.
- Sekt oder Selters? Die Deutschen und ihre Feiertage. Eulenspiegel-Verlag 2005. ISBN 3-359-01627-0.
- Das dicke DDR-Fernsehbuch Eulenspiegel-Verlag 2007. ISBN 3-359-01665-3.
- Topf sucht Deckel (Christian Habicht (Autor)). Eulenspiegel-Verlag 2008. ISBN 3-359-01699-8.
- Opa auf der Matte Eulenspiegel-Verlag 2009. ISBN 3-359-02242-4.
- Der verdammte Ossi in mir edition ost – Spotless 2010. ISBN 3-360-02027-8.
- Flach, flacher, Flachbildschirm. Motzen statt glotzen edition ost – Spotless 2012. ISBN 3-360-02058-8.
- Kalle kann Kanzler Eulenspiegel-Verlag 2013. ISBN 3-359-02379-X.
- Der halbierte Mann Eulenspiegel Verlag 2015. ISBN 978-3-359-02482-8.